# Jeanne-Agnès Berthelot de Pléneuf
Pour les articles homonymes, voir Berthelot.
Jeanne-Agnès Berthelot de Pléneuf, marquise de Prie, est une aristocrate française née à Paris en août 1698 et morte à Courbépine le 7 octobre 1727.
Maîtresse du duc de Bourbon, elle a été, pendant quelques années, la femme la plus influente à la cour du jeune Louis XV.

## Biographie
Fille d'un riche financier, jugé sans scrupule, Étienne Berthelot de Pléneuf, fermier général des poudres et salpêtres, et d'Agnès Rioult d'Ouilly de Curzay, Jeanne-Agnès Berthelot de Pléneuf fut mariée en 1713 avec un aristocrate normand désargenté, Louis de Prie (pl) (1673-1751), marquis de Plasnes (avec Courbépine), dit le marquis de Prie, ambassadeur près la cour de Savoie à Turin et cousin issu de germains de la duchesse de Ventadour qui avait été gouvernante du futur Louis XV (le grand-père paternel de Louis était François de Prie de Montpoupon, frère d'autre Louis de Prie, le grand-père maternel de la duchesse par sa fille Louise de Prie). Elle était jolie, intelligente, spirituelle, ambitieuse et pourvue d'un réel talent pour jouer du clavecin.
Elle revint en France en 1719, avec ses parents, et tint un salon plutôt joyeux au château de Bellesbat, près de Fontainebleau, appartenant à son oncle, Jean-Baptiste Berthelot de Duchy, intendant des Invalides. Voltaire lui consacra une pièce : La Fête de Bélesbat (1720). S'y réunissaient également Montesquieu, le duc de Richelieu, Mlle de Clermont et Denis Dodart.
Elle devint la maîtresse de Louis IV Henri de Bourbon-Condé (1692-1740), duc de Bourbon (« Monsieur le Duc »), qui fut principal ministre au début du règne de Louis XV (1723-1726). Veuf depuis trois ans, le duc de Bourbon se laissa complètement dominer par sa maîtresse. On lui prête un rôle dans les manœuvres qui ont conduit au mariage du jeune roi avec Marie Leszczyńska, avec qui elle noua une amitié de deux années qui en fit, pendant un temps, la femme la plus puissante de la cour. Elle protégea les artistes et les écrivains.
En 1725, elle tenta, sans succès, de faire exiler le rival de Monsieur le Duc, Mgr de Fleury, qui sera créé cardinal l'année suivante. Un gazetin de la police secrète daté du 10 février 1726 relate :  « Un jeune hom(me) disait hier au caffé (sic) qu'il avait la veille Madame de Prie vue à la commédie (sic) Italienne brillante co(mm)e le jour par les pierreries. Il dit en poursuivant qu'il lui paraissait que cette Dame venait à Paris bien plus souvent qu'à l'ordinaire. Il parlait à plusieurs personnes qui ne lui répondirent rien et la conversation finit toute à ce sujet ».
Lorsque le cardinal de Fleury devint à son tour principal ministre et que le duc de Bourbon fut exilé dans son château de Chantilly, la marquise de Prie fut exilée dans son château normand de Courbépine, où elle se suicida en 1727.
En 1725, la marquise de Prie acquit un vaste terrain situé rue Saint-Dominique à Paris et mandata François Duret pour y faire construire un hôtel pour son compte. Mais la construction n'était pas achevée lors de la disgrâce de la marquise. L'hôtel fut alors vendu à la marquise de La Vrillière, devenant plus tard l'hôtel de Brienne, qu'occupent certains services du ministre chargé des Armées.

## Postérité littéraire
- Au début du drame d'Alexandre Dumas Mademoiselle de Belle-Isle (1839), le duc de Richelieu rompt une liaison avec la marquise de Prie alors que celle-ci est maîtresse en titre du duc de Bourbon.
- Stefan Zweig lui a consacré une nouvelle, Geschichte eines Unterganges (« Récit d'une disgrâce », 1910).

### Filmographie
- La Dernière Fête, 1996, téléfilm de Pierre Granier-Deferre, avec Charlotte Rampling dans le rôle de la marquise de Prie.